# Dorfbeuern
Dorfbeuern är en ort och kommun i Österrike. Den ligger i distriktet Salzburg-Umgebung i förbundslandet Salzburg,  250 kilometer väster om huvudstaden Wien. 
Kommunen består av tolv orter (Ortschaften) (inom parentes invånarantal 1 januari 2024):

- Au (17)
- Breitenlohe (218)
- Buchach (31)
- Dorfbeuern (328)
- Michaelbeuern (347)
- Reitsberg (44)
- Scherhaslach (14)
- Schönberg (203)
- Thalhausen (52)
- Vorau (250)
- Wagnerfeld (107)
- Wagnergraben (22)